# The Art of Loving. Story of Michalina Wislocka
The Art of Loving. Story of Michalina Wislocka (Sztuka kochania. Historia Michaliny Wisłockiej) è un film del 2017 diretto da Maria Sadowska.
La pellicola è di genere biografico e racconta la vita della ginecologa, sessuologa e scrittrice polacca Michalina Wisłocka – interpretata da Magdalena Boczarska – dalla gioventù alla pubblicazione del libro Sztuka kochania (polacco, in italiano L'arte di amare). Il lungometraggio ha avuto un ampio successo di pubblico in Polonia e ricevuto due premi ai Polskie Nagrody Filmowe, assegnati a Magdalena Boczarska quale miglior attrice e a Radzimir Debski per la miglior colonna sonora.

## Trama

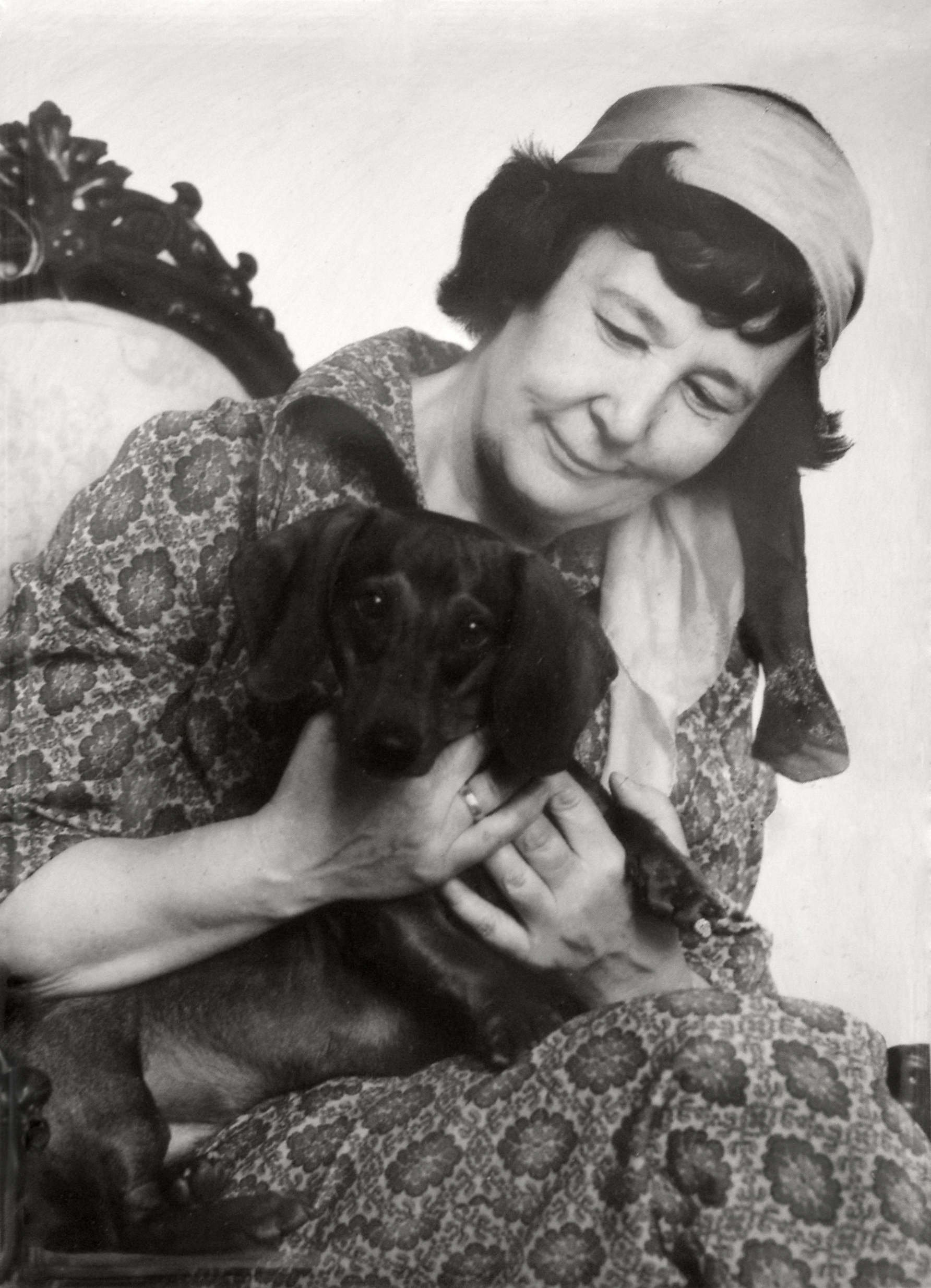
Michalina Wisłocka, la cui vita è narrata nel film.

Michalina sposa Stanisław Wisłocki ed il loro matrimonio si rivela fallimentare, anche a causa del ménage à trois che intraprendono con l'amica Wanda, che aveva salvato loro la vita durante la seconda guerra mondiale. Successivamente la protagonista avvia una relazione con Jurek, uomo sposato che appaga le sue sfere sessuale e sentimentale.
Nel 1978 diventa la prima sessuologa femminile in Polonia pubblicando – nonostante l'opposizione del partito comunista e della Chiesa cattolica – Sztuka kochania, una guida alla vita sessuale che rivoluziona la società polacca.
Il film non ha una narrazione lineare ma si affida a diversi flashback, mostrando i lati più umani della protagonista come debolezze, fallimenti e solitudine. Tratta inoltre temi quali l'aborto, la contraccezione, la masturbazione, il sadomasochismo e l'orgasmo femminile, descrivendo il sesso come parte della vita quotidiana.

## Produzione
Si tratta del secondo lungometraggio della regista Maria Sadowska, per il quale ha scelto di affidarsi allo sceneggiatore Krzysztof Rak, come già fatto per il suo primo lavoro Dzień kobiet. La regista ha inoltre dichiarato di aver scelto Magda Boczarska nel ruolo di protagonista per la sua forza interiore e per il suo metodo: in preparazione alle riprese l'attrice ha infatti trascorso del tempo con Krystyna Bielewicz, figlia di Michalina Wisłocka.

## Distribuzione
Il film uscì nelle sale polacche il 27 gennaio 2017, venendo successivamente presentato per i mercati esteri allo "European Film Market" del Festival internazionale del cinema di Berlino a febbraio 2017 e distribuito nel Regno Unito ed in Irlanda dal 31 marzo 2017. In Italia venne presentato al Ciak Polska Film Festival. Il distributore in Polonia fu Next Films, mentre a livello internazionale i diritti vennero acquistati dalla casa franco-belga Be for Films.
La piattaforma Netflix ha distribuito il film in Italia nel marzo 2018, in versione in lingua originale con sottotitoli in tedesco, inglese, francese, italiano e polacco.

## Accoglienza
Il film ottenne un ampio successo di pubblico in Polonia, registrando oltre 250 000 spettatori nel primo fine settimana di proiezioni, quasi 900 000 al termine della prima settimana e 1 720 000 dopo sei settimane.
La critica premiò la pellicola nell'edizione 2018 dei Polskie Nagrody Filmowe, assegnando a Magdalena Boczarska il premio quale miglior attrice e a Radzimir Debski quello per la miglior colonna sonora.

## Riconoscimenti
La pellicola ha conseguito i seguenti premi e candidature:
- 2017 – Camerimage
  - Candidato per Miglior film
  - Candidato per Miglior film polacco

- 2017 – Festiwal Polskich Filmów Fabularnych
  - Candidato per Miglior film

- 2017 - Międzynarodowy Festiwal Kina Niezależnego Off Camera
  - Candidato per Miglior film polacco

- 2018 – Cleveland International Film Festival
  - Candidato per George Gund III Memorial Central and Eastern European Film Competition

- 2018 – Polskie Nagrody Filmowe
  - Miglior attrice a Magdalena Boczarska
  - Miglior colonna sonora a Radzimir Debski
  - Candidato per Miglior sceneggiatura a Krzysztof Rak
  - Candidato per Miglior scenografia a Wojciech Zogala
  - Candidato per Migliori costumi a Ewa Gronowska